# 斯塔尼察-盧漢斯卡
斯塔尼察-盧漢斯卡（羅馬化：Stanytsia Luhanska，直译：「「盧漢斯克的哥薩克村」」），又按俄语名译为斯塔尼察-盧甘斯卡亞（羅馬化：Stanitsa Luganskaya），是乌克兰東部盧甘斯克州夏斯佳區斯塔尼察-盧漢斯卡市鎮內的市級鎮，2020年7月18日前为斯塔尼察-盧漢斯卡區的行政中心。該鎮位於頓涅茨河畔，始建於1688年，面積14.6平方公里，海拔高度40米，2022年人口数量为12,258人，人口密度每平方公里840人。
由於俄乌战争的緣故，該鎮於2022年2月26日起被俄羅斯佔領，截至目前，該鎮仍由俄方控制。